# フィン・サーミ諸語
フィン・サーミ諸語（フィン・サーミしょご、(フィン・ラップ語)　英語：Finno-Saamic、（Finno-Lappic）　フィンランド語：Suomalais-saamelainen、Finno-Lappik　スウェーデン語：Finsk-samisk、（Finno-Lappic）ノルウェー語：Finsk-samisk、（Finno-Lappic）　ロシア語：Финно-саамская、（Финно-Лаппик））はウラル語族の一種の仮説的な諸語であり、フィン・ヴォルガ諸語からモルドヴィン諸語およびマリ語などを除いたものである。
詳しい内容としてはサーミ人が話すサーミ語、フィンランド人、エストニア人が話すバルト・フィン諸語からの22種類の言語の諸語である。しかしこのグループは有効なものとしてはあまり認められていません。
| サブスタブ | この項目は、まだ閲覧者の調べものの参照としては役立たない、書きかけの項目です。この項目を加筆・訂正などしてくださる協力者を求めています。このテンプレートは分野別のサブスタブテンプレートやスタブテンプレート（Wikipedia:分野別のスタブテンプレート参照）に変更することが望まれています。 |